# La Torre (Valencia)
La Torre es una pedanía de la ciudad de Valencia perteneciente al distrito de los Poblados del Sur. Contaba con 4.952 habitantes censados en el año 2025 según el ayuntamiento de Valencia.

## Historia

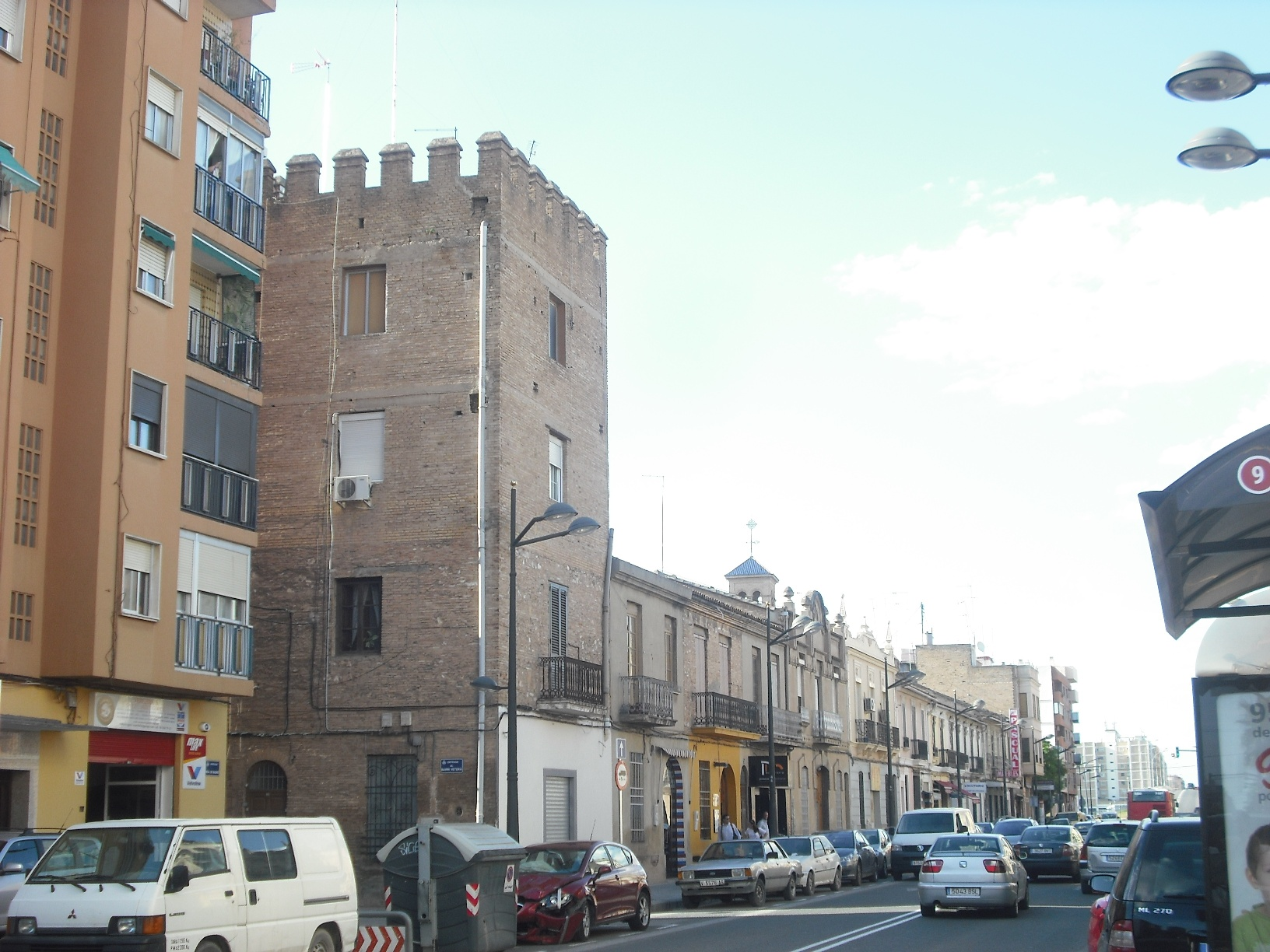
La Torre, al borde de la avenida Real de Madrid.

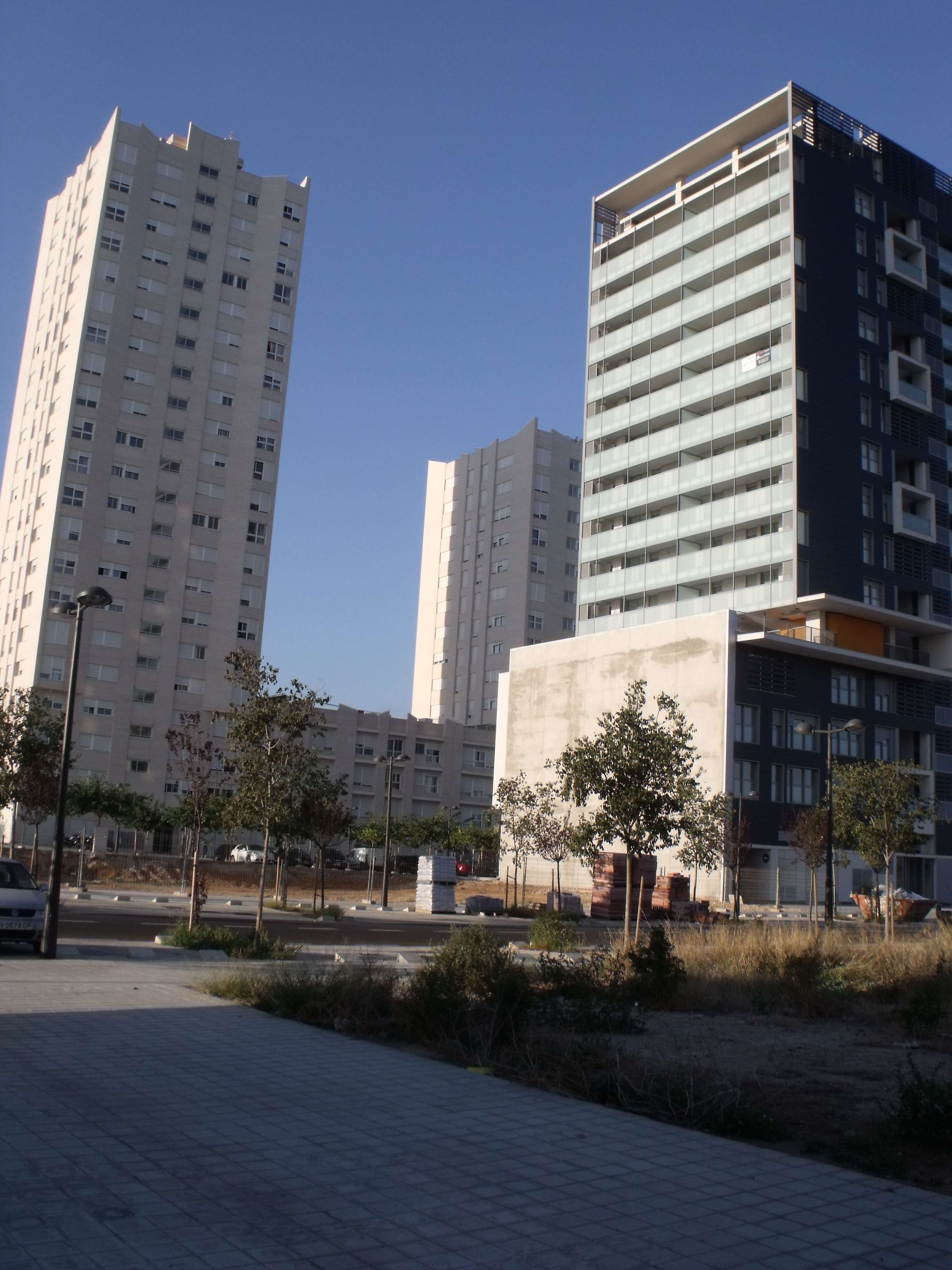
Sociòpolis en 2013.

La Torre se desarrolló a partir de una alquería fortificada que apareció alrededor del siglo XIV sobre el eje del antiguo camino Real de Madrid, que en este tramo sigue el trazado de la Vía Augusta romana. En torno a la alquería se desarrolló un pequeño poblado de base agrícola, que prosperó dada su situación en el eje viario. No obstante, el mayor periodo de crecimiento fue a patrir del siglo XVIII, como en otras partes del distrito, lo que dio lugar a la proliferación de un gran número de alquerías y casas más reducidas en el núcleo tradicional y a lo largo de la huerta, destacando el conjunto del barrio de San Jorge. A patrir de la década de 1960 La Torre vivió una gran expansión a base de edificios de entre 3 y 5 alturas distribuidos en plano reticular y promovidos, en su mayoría, por el Instituto Nacional de la Vivienda. Este hecho le da todavía un aspecto algo inacabado, en especial en relación con los límites del ferrocarril y el nuevo cauce del río Turia, que queda al norte de la población.
En 2003 se puso en marcha Sociópolis, un proyecto urbanizador innovador, que pretende integrar la huerta dentro de un contexto urbanístico sostenible. El proyecto, cofinanciado por el Instituto Valenciano de Vivienda (IVVSA) y el gobierno de España, tuvo serios problemas en su promoción debido a los efectos de la crisis económica, pero a mediados de 2010 ya habían terminado las dos primeras fases (infraestructura viaria, electricidad, agua corriente y mobiliario) y se comenzaban a construir las primeras viviendas. Aunque Sociópolis se encuentra administrativamente en el vecino barrio de Faitanar, La Torre es el núcleo urbano más próximo para la prestación de todo tipo de servicios.

## Política
La Torre depende del ayuntamiento de Valencia en consideración de barrio del distrito de Poblados del Sur (en valenciano Poblats del Sud). Sin embargo, dada su condición de poblamiento rural, cuenta, de acuerdo con las leyes estatales y autonómicas pertinentes, con un alcalde de barrio que se encarga de velar por el buen funcionamiento del barrio y de las relaciones cívicas, firmar informes administrativos y elevar al ayuntamiento de la ciudad las propuestas, sugerencias, denuncias y reclamaciones de los vecinos.
| Periodo   | Nombre                                                                 | Partido |
| --------- | ---------------------------------------------------------------------- | ------- |
| 1979-1983 | Fernando Martínez Castellano (1979) Ricard Pérez Casado (1979-1983)    |         |
| 1983-1987 | Ricard Pérez Casado                                                    |         |
| 1987-1991 | Ricard Pérez Casado (1987-1988) Clementina Ródenas Villena (1988-1991) |         |
| 1991-1995 | Rita Barberá Nolla                                                     |         |
| 1995-1999 | Rita Barberá Nolla                                                     |         |
| 1999-2003 | Rita Barberá Nolla                                                     |         |
| 2003-2007 | Rita Barberá Nolla                                                     |         |
| 2007-2011 | Rita Barberá Nolla                                                     |         |
| 2011-2015 | Rita Barberá Nolla                                                     |         |
| 2015-2019 | Joan Ribó i Canut                                                      |         |
| 2019-2023 | Joan Ribó i Canut                                                      |         |
| 2023-act. | María José Català Verdet                                               |         |

## Transportes

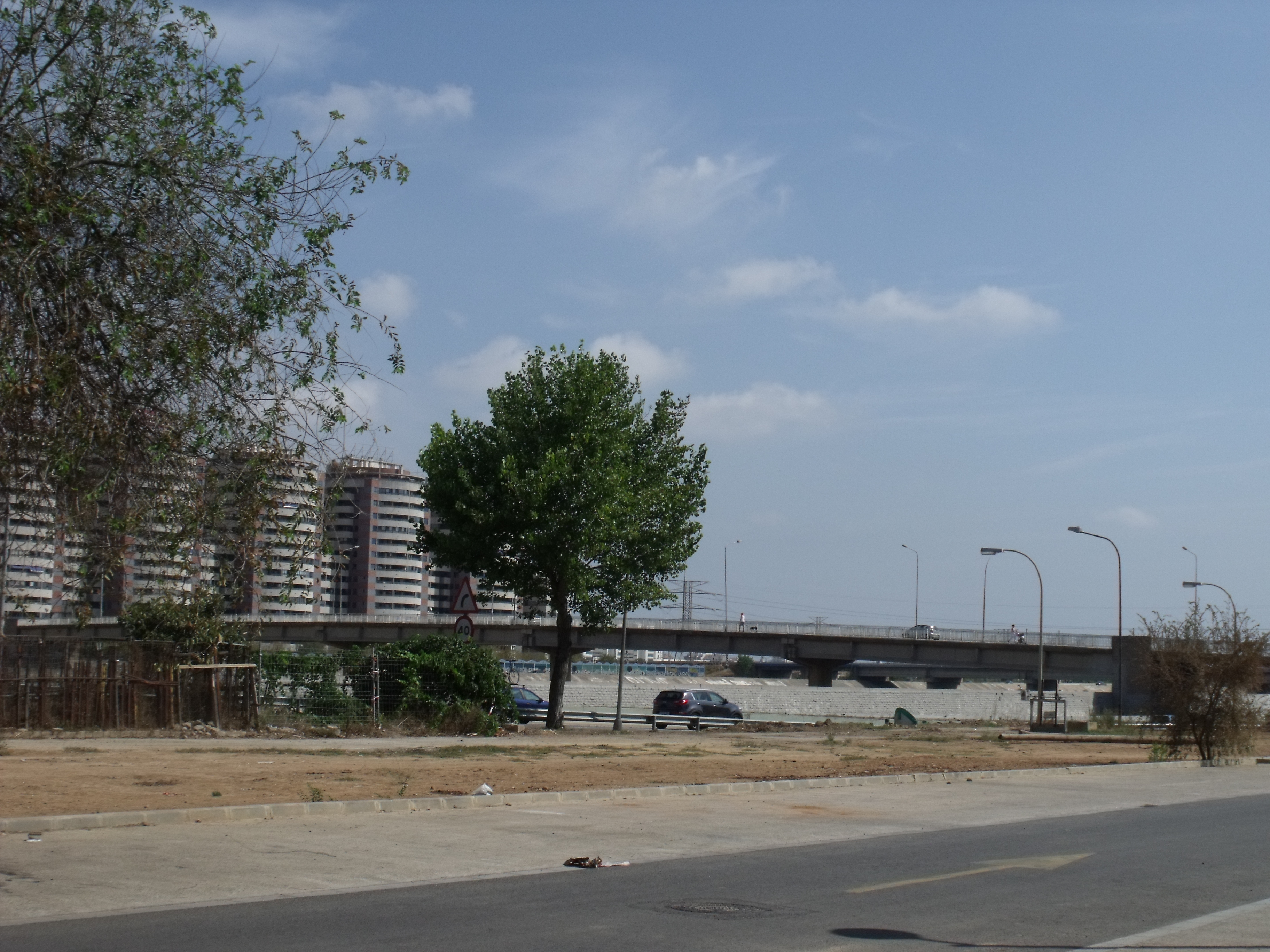
Puente sobre la V-30 y el nuevo cauce del Turia, que une La Torre con el resto del término.

La Torre se halla atravesada de norte a sur por la carretera CV-404, antiguo Camino Real de Madrid a Valencia.

## Servicios públicos
La Torre cuenta con una sede de la Universidad Popular, que realiza actividades de animación sociocultural, educación para personas adultas y educación no reglada, así como con un centro ocupacional, que ofrece servicios de integración social y terapia ocupacional.

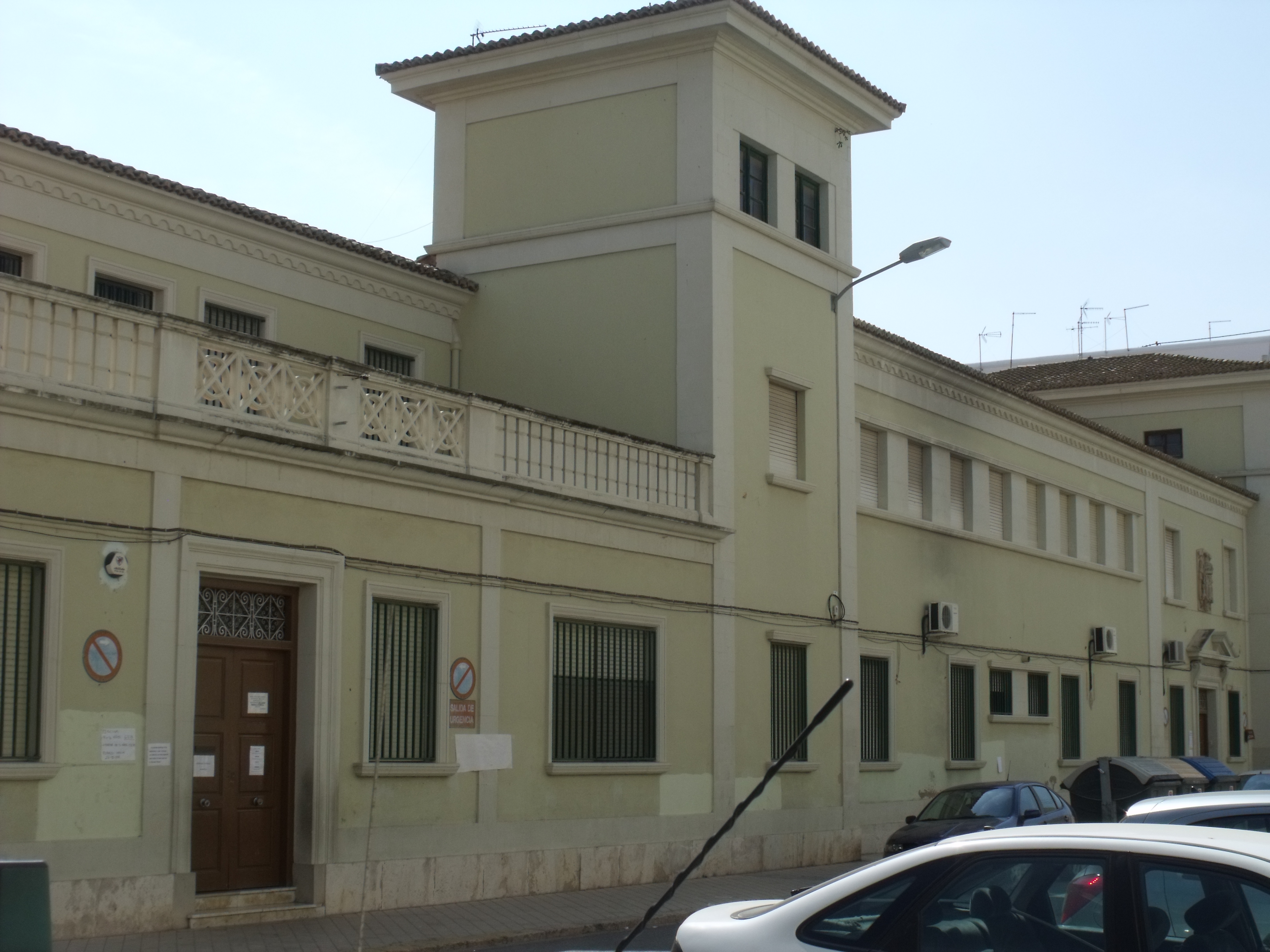
CEIP Padre Manjón.

Cuenta con un colegio público, el Centro de Enseñanza Infantil y Primaria Padre Manjón.

## Patrimonio
- La Torre: Es un edificio de base cuadrangular de cuatro alturas, con tendencia algo apiramidada y rematado con una plataforma almenada. En uno de sus lados se abren cinco orificios, correspondientes a los distintos niveles, mientras que en el opuesto se abren sólo tres. En la actualidad se halla muy reformada y ha quedado envuelta por los grandes edificios de viviendas levantados a partir de la década de 1960.[2]
- Alquería de Ferrer: Construcción del siglo XIX, de gran volumen, con amplios balcones y una torre lateral, a la que posteriormente se le añadieron algunos almacenes.[2]
- Iglesia parroquial de Nuestra Señora de Gracia: Construida en 1943, se trata de un templo de tres plantas en el que destaca su inacabada torre izquierda.[2] No es éste el único elemento inconcluso, pues carece además de la cúpula y la capilla de la Comunión. Consta de tres naves, siendo la central mucho más alta que las laterales. Ésta está cubierta por bóveda de cañón y dividida en cuatro tramos, el último de los cuales coincide con la planta del coro. Las naves laterales abren tres huecos de capillas.[12]